# 香港政府財政預算案
《香港政府財政預算案》由香港特別行政區政府財政司司長制訂，在每年4月1日政府財政年度開始前，由財政司司長在香港立法會宣讀，並且付諸表決；通過後再由行政長官簽署、送交中央人民政府備案。
財政預算案在立法會內稱為撥款條例草案。
根據《香港基本法》第50及第51條，立法會如果拒絕通過政府提出的財政預算案，而經協商仍不能取得一致意見，行政長官可在徵詢行政會議意見後，解散立法會。立法會如果拒絕批准政府的財政預算案，行政長官可向立法會申請臨時撥款。如果由於立法會已解散而不能批准撥款，行政長官可按上一財政年度的開支標準，批准臨時短期撥款。
按照慣例，在撥款法案提交立法會的會議上，財政司司長會提交載列下一財政年度（由4月1日至翌年3月31日）收支預算及稅收新建議的財政預算案。

## 歷年財政預算案

### 香港特別行政區成立後
香港主權移交後，香港特別行政區政府會在大部份財政預算案加上主題，以突顯重點。
第一屆
- 1997/1998財政年度：在1997年3月12日公布，《持恒處變　平穩發展》
- 1998/1999財政年度：在1998年2月18日公佈，《利民紓困　自強不息》
- 1999/2000財政年度：在1999年3月3日公佈，《強本節用　共創新猷》，「強本節用」出自《荀子·天論篇》：「強本而節用，則天不能貧」。
- 2000/2001財政年度：在2000年3月8日公佈，《增值創富　節流裕民》
- 2001/2002財政年度：在2001年3月7日公佈，《秉要執本　常勤精進》是曾蔭權出任財政司司長最後一份財政預算案。「秉要執本」出自东汉班固《漢書·藝文志》；「常勤精進」出自清朝文學家翟灝《通俗編·地理》。
- 2002/2003財政年度：在2002年3月6日公佈，梁錦松出任財政司司長的首份財政預算案。

第二屆
- 2003/2004財政年度：在2003年3月5日公佈，大幅增加多項稅項及收費，包括汽車首次登記稅。但梁錦松其後遭傳媒揭發在預算案公佈前，在知道將會加稅的情況下購入一部凌志房車，涉嫌避稅19萬港元，事件引起廣泛爭議。最後梁錦松宣佈辭職。
- 2004/2005財政年度：唐英年出任財政司司長的首份財政預算案，在2004年3月10日公佈，主題為《以民為本 休養生息》。
- 2005/2006財政年度：2005年3月16日，主題為《鞏固復蘇 面對挑戰》。
- 2006/2007財政年度：2006年2月22日發表。
- 2007/2008財政年度：2007年2月28日發表。

第三屆
- 2008/2009財政年度：2008年2月27日由曾俊華在立法會宣讀。
- 2009/2010財政年度：2009年2月25日由曾俊華在立法會宣讀。首次推出預算案諮詢漫畫，由李志清編繪，副題為《明日·今天的未來》。漫畫有書本版和網上版，均為免費，前者印製三萬份派予中學，後者（有flash版及pdf版）登於預算案網站上。 （页面存档备份，存于）
- 2010/2011財政年度：2010年2月24日由曾俊華在立法會宣讀。本年的預算案諮詢漫畫由方米高編繪，副題為《今日工程 明日繁荣》。 （页面存档备份，存于）
- 2011/2012財政年度：2011年2月23日由曾俊華在立法會宣讀。本年的預算案諮詢漫畫由方米高編繪，副題為《擁抱今日 信有晴天》。預算案其後因大眾反對而被修訂。
- 2012/2013財政年度：於2012年2月1日由曾俊華在立法會宣讀。

第四屆
- 2013/2014財政年度：於2013年2月27日由曾俊華在立法會宣讀。
- 2014/2015財政年度：於2014年2月26日由曾俊華在立法會宣讀。
- 2015/2016財政年度：於2015年2月25日由曾俊華在立法會宣讀。
- 2016/2017財政年度：於2016年2月24日由曾俊華在立法會宣讀。
- 2017/2018財政年度：於2017年2月22日由陳茂波在立法會宣讀。

第五屆
- 2018/2019財政年度：於2018年2月28日由陳茂波在立法會宣讀。
- 2019/2020財政年度：於2019年2月27日由陳茂波在立法會宣讀。
- 2020/2021財政年度：於2020年2月26日由陳茂波在立法會宣讀。
- 2021/2022財政年度：於2021年2月24日由陳茂波在立法會宣讀。
- 2022/2023財政年度：於2022年2月23日由陳茂波以視像方式在立法會宣讀。

第六屆
- 2023/2024財政年度：於2023年2月22日由陳茂波在立法會宣讀。
- 2024/2025財政年度：於2024年2月28日由陳茂波在立法會宣讀。
- 2025/2026財政年度：於2025年2月26日由陳茂波在立法會宣讀。

## 外部連結
- 財政預算案-香港特區政府 （页面存档备份，存于）